# Las Sours
Las Sours  je dvojvrcholová hora nalézající se východně od obce Pontresina v kantonu Graubünden ve Švýcarsku. Západní vrchol má nadmořskou výšku 2978 m, hlavní vrchol je vysoký 3007 m. V průvodci vydaném Švýcarským alpským klubem v roce 1984 jsou uvedeny nadmořské výšky 3008 m a 3038 m, což je však chyba, protože bod s nadmořskou výškou 3038 m se nachází na severozápadním hřebeni Piz Muragl.
Vzhledem k blízkosti horních stanic lanovek Muottas Muragl a Alp Languard je vrchol Las Sours hodně navštěvovaný.

## Poloha a okolí

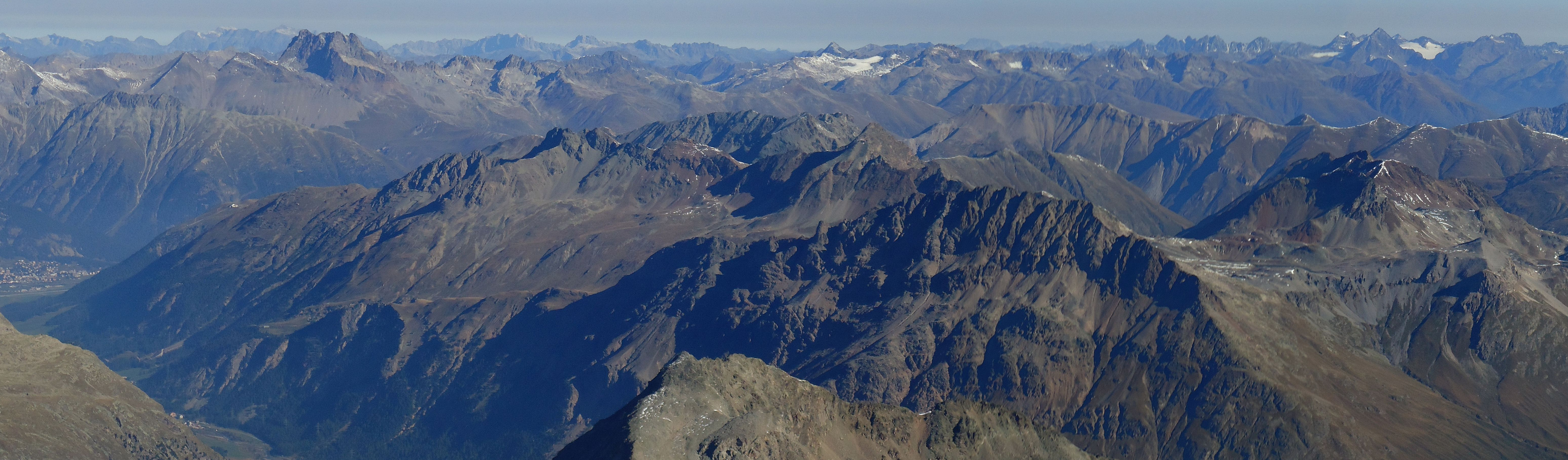
pohled na okolí Las Sours. Zleva Muottas Muragl, Munt da la Bês-cha, Las Sours, Piz Muragl, Piz Clüx, Piz Vadret, Piz Languard, Piz Albris, Munt Olivet, Piz Prüna, Piz Pischa a Piz dal Fain.

Las Sours patří do horské skupiny Piz Languard, podskupiny Livignských Alp. Vrcholy probíhá hranice obcí Pontresina a Samedan. Na jihozápadě hraničí Las Sours s údolím Val Bernina a na severu s údolím Val Muragl.
K sousedním vrcholům patří Munt da la Bês-cha na severozápadě, Piz Utèr, Il Corn a Piz Vadret na severovýchodě a Piz Muragl, Piz Clüx a Piz Languard na jihovýchodě. Chata Segantinihütte se nachází nedaleko západního úpatí Las Sours, od ní vede turistická stezka na západní vrchol.
Nejvzdálenějším viditelným bodem z vrcholu Las Sours je 209 km vzdálené (♁45° 30′ 45,1″ s. š., 7° 37′ 35″ v. d.)  Monte Giavino (2766 m n. m.) ležící 20 km severozápadně od města Ivrea v Grajských Alpách v italském regionu Piemont. 

## Trasy na vrchol
Přes jihovýchodní hřeben: výchozí bodem je Pontresina (1805 m) nebo horní stanice lanovky Alp Languard (2327 m) a dále přes Foura da l'Amd'Ursina. Na túře je nutné opakované jištění a na cestě jsou delší a exponované lezecké úseky. Délka túry 4 hodiny z Pontresiny nebo 2,5 hodiny z Alp Languard.
Přes severozápadní hřeben: výchozími body jsou Muottas Muragl (2454 m), Pontresina (1805 m) nebo horní stanice lanovky Alp Languard (2327 m). Chodník pro zdatné turisty vede přes Fuorcla da la Chamanna. Čas potřebný k dosažení západního vrcholu: 2¼ hodiny z Muottas Muragl, 3¼ hodiny z Pontresiny, 2 hodiny z Alp Languard, 1 hodina z chaty Segantini. Doba potřebná k dosažení hlavního vrcholu: +½ hodiny

## Galerie

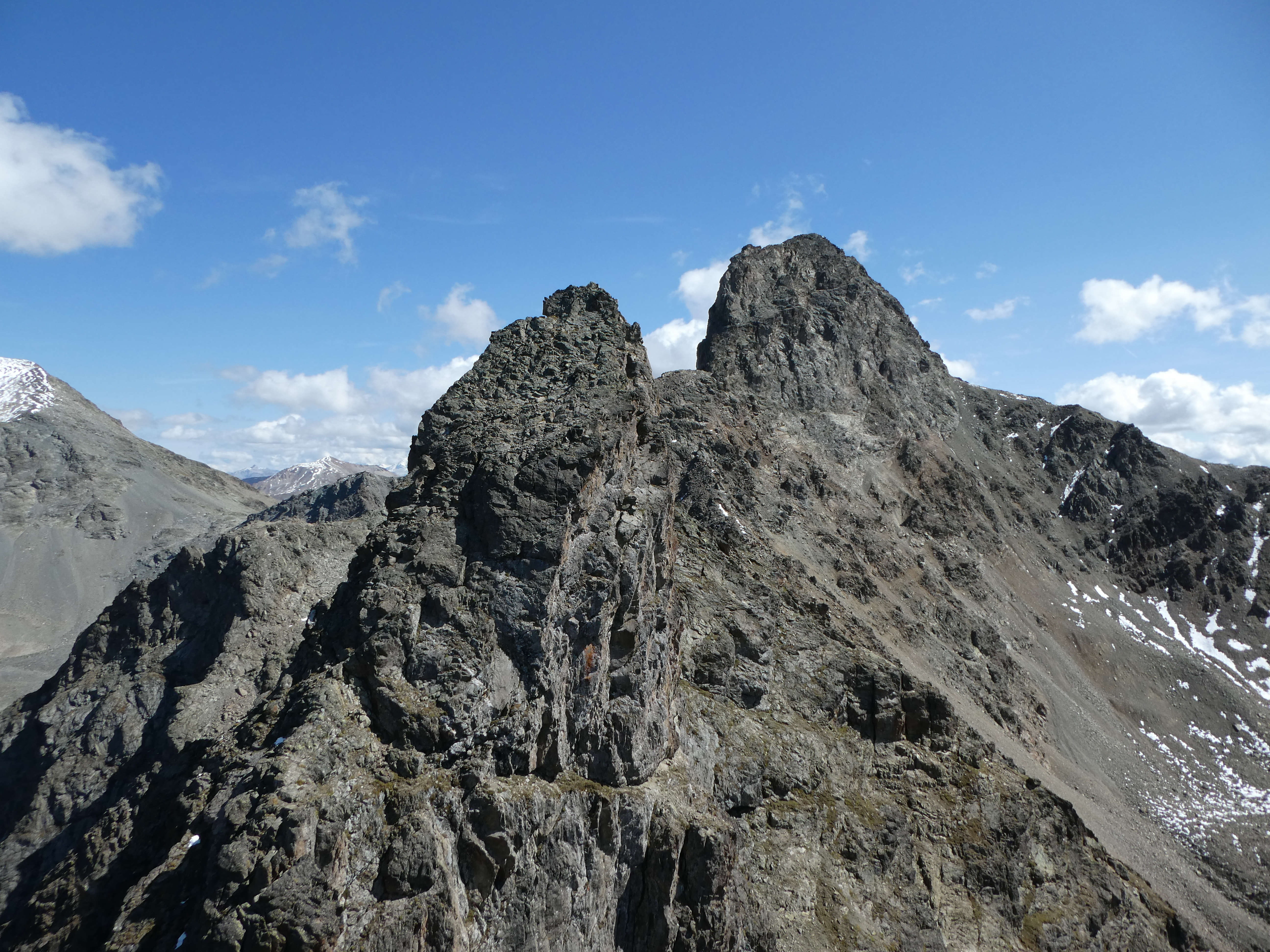
Hlavní vrchol Las Sours (3008 m, vlevo) a Piz Muragl (vpravo)
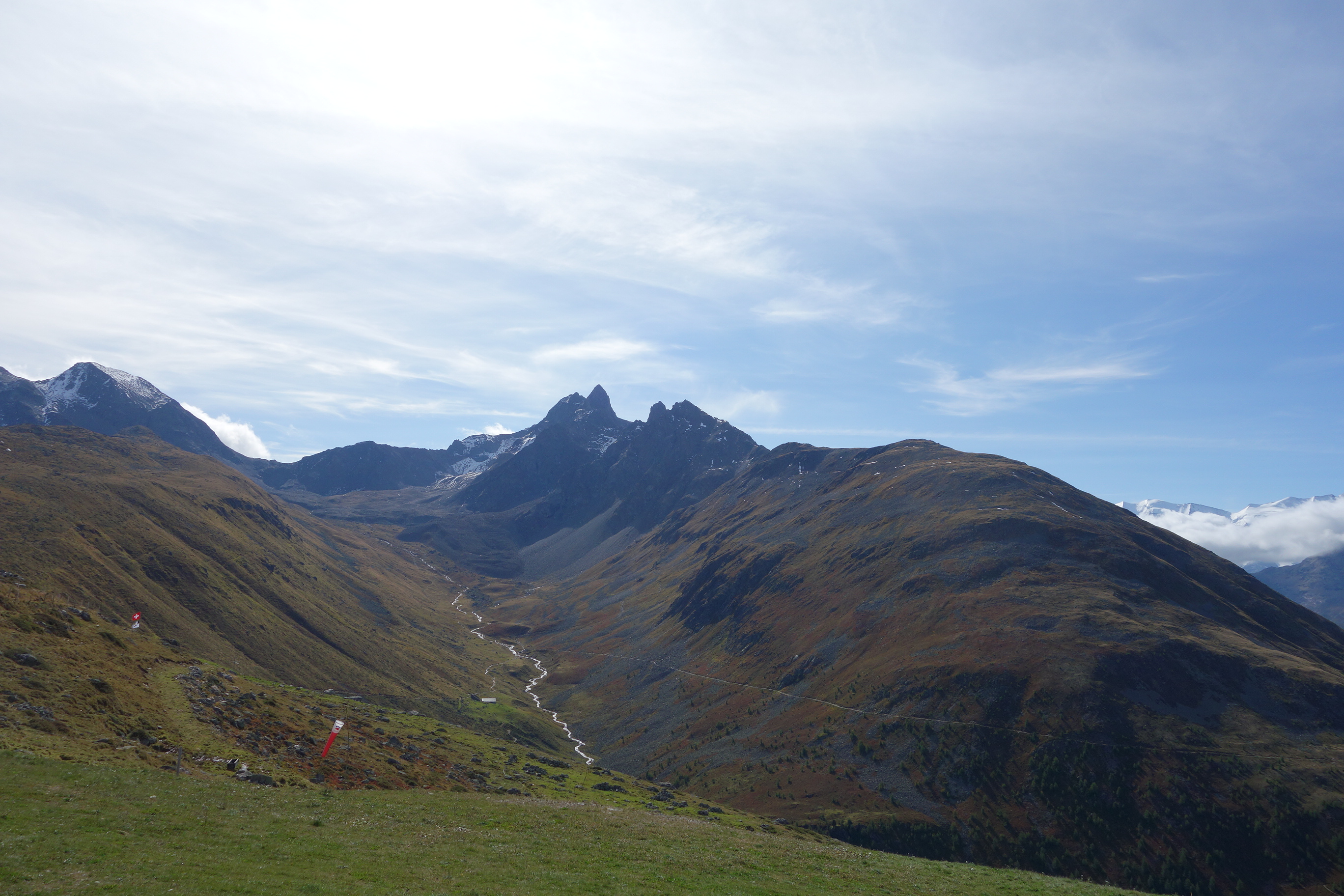
zleva Piz Vadret, Piz Clüx, Piz Muragl, Las Sours a Munt la Bês-cha, pohled od Muottas Muragl.
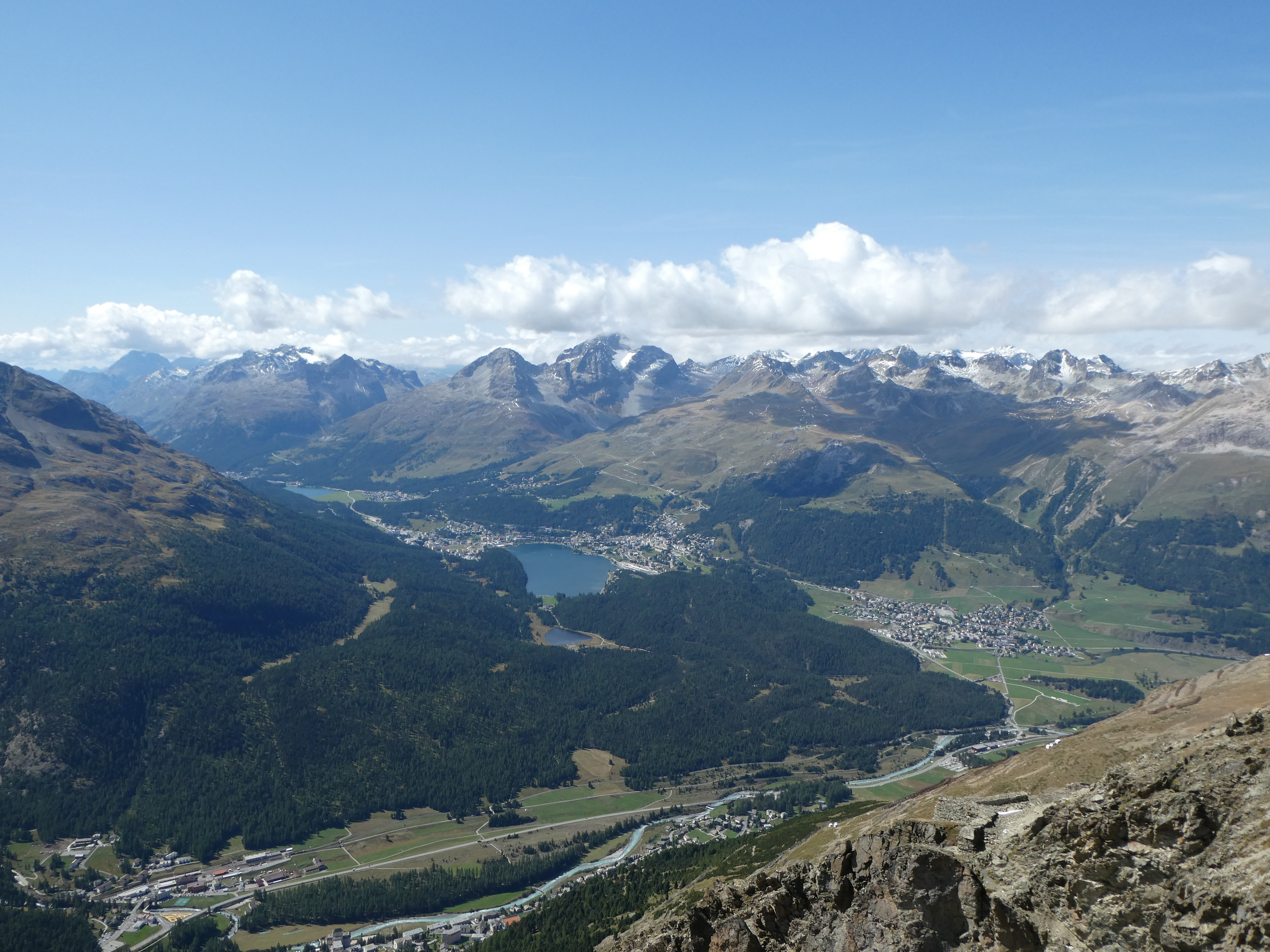
pohled ze západního vrcholu do údolí Oberengadin.